# アームストロング限界

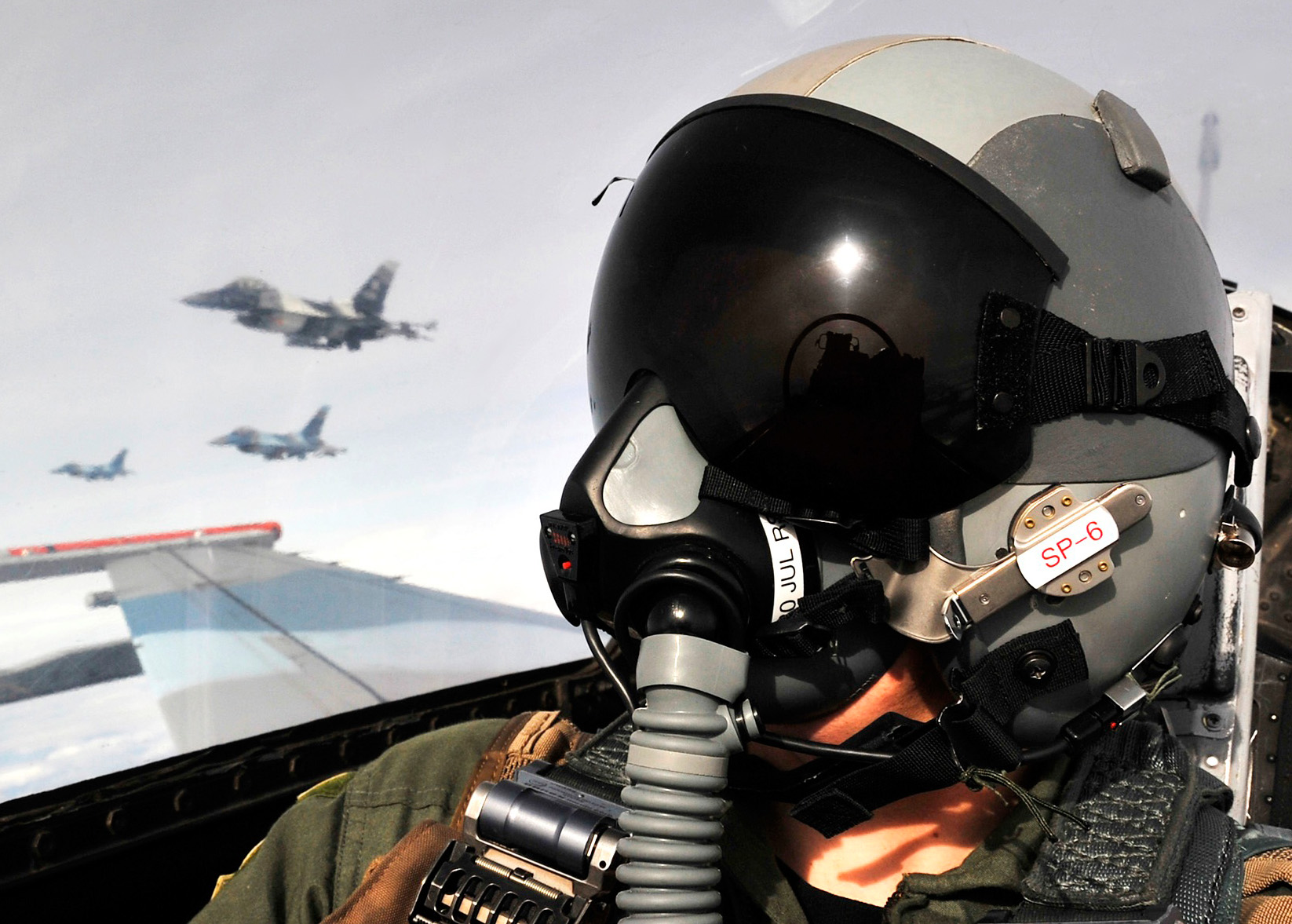
仮に航空機がアームストロング限界より上空を飛行している際にコックピットの与圧が失われた場合、たとえ加圧用の酸素マスクを着用していたとしても、パイロットの意識を維持することはできないであろう。

アームストロング限界（アームストロングげんかい）もしくはアームストロング線（アームストロングせん）とは、気圧が非常に低くなり、それより上では水がヒトの通常の体温で沸騰するようになる高度の指標である。
人体がアームストロング限界を超える高度に生身のまま晒された場合、60秒から90秒以内に再び加圧が行われない限り、急速な意識の喪失に続き心臓や血管、それに中枢神経の機能に非常に多様な変化が起こり、やがては死に至ることになる。地球においては、アームストロング限界は標高がおよそ18–19 km (11–12 mi; 59,000–62,000 ft)の場所にあたる。この上では、気圧が海面上における標準大気圧のおよそ6.18 %まで下がる。これは、63 hPa、47 mmHg、またはおよそ1 psiに相当する。米国標準大気においては、アームストロング限界に相当する高度は63,000フィート (19,202 m)に設定されている。
アームストロング限界という用語はこの現象に初めて気が付いた、アメリカ空軍将官のハリー・ジョージ・アームストロングにちなんで命名された。

## 体液への影響

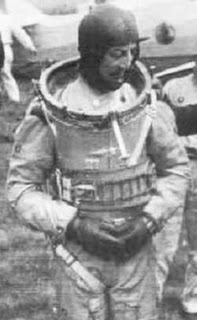
パイロットのマリオ・ペッツィが低酸素症を予防するために加圧服を着用した様子（1937年）

| 場所                                   | 気圧   | 気圧   | 気圧    |
| 場所                                   | hPa    | psi    | atm     |
| -------------------------------------- | ------ | ------ | ------- |
| 火星の最高峰オリンポス山の山頂         | 0.72   | 0.0104 | 0.00071 |
| 火星表面の平均                         | 6.10   | 0.0885 | 0.00602 |
| 火星の表面で最も深い場所ヘラス平原の底 | 11.66  | 0.1691 | 0.01151 |
| アームストロング限界                   | 62.55  | 0.9072 | 0.06173 |
| 地球の最高峰エベレストの山頂           | 337    | 4.89   | 0.333   |
| 地球の海面                             | 1,013  | 14.69  | 1.000   |
| 陸地で世界一低い死海の海面             | 1,067  | 15.48  | 1.053   |
| 金星の表面                             | 92,000 | 1,330  | 91      |

アームストロング限界またはそれより大きな高度においては、唾液、涙、尿、それに肺の中にある肺胞を湿らせている液体など、空気に晒されている液体は全身を覆う加圧服なしでは沸騰し、体外に出ていくことになる。しかし、循環器の中にある血液、すなわち血管を流れている血液に関しては沸騰してしまうことはない。ただし、肺胞を湿らせている液体が沸騰してしまうともはや呼吸に必要な量の酸素はいかなる方法でも供給されなくなり、人体はその状態で数分を超えて生命を維持することは不可能になる。NASAが発行した技術的な報告『Rapid (Explosive) Decompression Emergencies in Pressure-Suited Subjects』では、人体が真空に近い環境下に事故によって一時的に曝露された場合の影響について議論している。それによれば、「仮に真空に近い環境に暴露されてその後救助され生き延びた人がいたとしたら、このように証言するだろう。『私が意識を失う前の最後の記憶は、私の唇の上で唾液が今まさに沸騰し始めたことであった』と」のように述べている。
ヒトの標準的な体温である37 °C (99 °F)では、水の蒸気圧は6.3キロパスカル (47 mmHg)にまで下がる。これは、周囲の圧力が63ヘクトパスカル (47 mmHg)にまで下がった場合、水の沸点は37 °C (99 °F)にまで下がることを意味する。アームストロング限界、すなわち気圧が0.0618 atmにまで下がる高度においては、気圧は海面における標準気圧、すなわち1,013ヘクトパスカル (760 mmHg)のおよそ16分の1にまで下がることになる。現代において、与えられた高度での標準気圧を計算するための公式には多種多様なものがある。その中でも精度の高いものは、単に与えられた日の与えられた高度での気圧を計算するものに過ぎない。しかし、一般的な公式である米国標準大気1976年版によれば、0.0618 atmという気圧は典型的にはおよそ19,150 m (62,830 ft)の高度で出現する。

## アームストロング限界より下での低酸素症
アームストロング限界よりはるか下の高度であっても、典型的なヒトは低酸素症の予防のために、酸素ボンベなどから供給される酸素を必要とする。大部分のヒトにとっては、これは典型的には4,500 m (15,000 ft)を超える高度で必要とされる。そのために、商用の航空便においては、客室を加圧することによって、客室内の気圧が高度2,400 m (8,000 ft)に相当する気圧を下回らないようにすることが必要となる。アメリカ合衆国においては、政府以外の機関が定期航空便以外のために飛行機を飛行させる際には、以下のようなガイドラインが定められている。すなわち、最低でもパイロットに対しては、客室の高度が半時間を超えて3,800 m (12,500 ft)を上回る高度の場所に留まる場合、酸素マスクなどから供給される酸素が使用できるようにしなければならない。なお、乗客に対してはこのような制限はない。また、客室の高度が4,300 m (14,000 ft)を一瞬でも上回る場合にも同様に、最低でもパイロットに対しては酸素マスクなどの酸素供給設備を設置しなければならない。そして、客室の高度が4,500 m (15,000 ft)を上回る場合には必ず、乗客にも酸素マスクなどを通じて酸素が供給されるようにしなければならない。スカイダイビングを行う者が高い高度にいるのはジャンプする直前のごく短時間だけであるが、それでもその高度は通常は4,500 m (15,000 ft)を上回ることはない。

## 歴史的な重要性

国際標準大気による気温・気圧を示したグラフ。アームストロング限界や様々な物体のおよその高度が示されている

アームストロング限界は、「体温と同じ温度の水の蒸気圧」という、定義が明確であり正確に定義することができる自然現象と関係づけられた形で、高度によるヒトへの影響を説明することができる。1940年代後半の段階では、アームストロング限界は人間の心理に対する受動的観察並びに時間の経過によって症状が重くなる種類のより低い高度でも発生しうる低酸素症では説明することのできない、新しく発見された基本的だが説明困難な高度の限界であると考えられていた。これよりはるか前から、アームストロング限界よりかなり下の高度でも低酸素症を予防するために加圧服が着用されていたのである。1936年にはイギリス空軍のフランシス・スウェインが加圧服を着用した上でブリストル 138に搭乗し、15,230 m (49,970 ft)の高度にまで到達した。2年後には、イタリアの軍人であるマリオ・ペッツィが複葉機のカプロニ Ca.161に搭乗して高度17,083 m (56,047 ft)に到達し、飛行機による到達高度の世界記録を樹立した。この際も、この高度は体温と同じ温度で水が沸騰するようになる高度よりかなり低かったにもかかわらず、ペッツィは加圧服を着用していた。
高度15,000 m (49,000 ft)前後に達すると、体調が良好であり熟練したパイロットであっても、通常、加圧されていない航空機の内部で安全に航空機を操縦するためには与圧服の着用が必要となる。高度が11,900 m (39,000 ft)を上回ると、たとえ純粋な酸素を呼吸していたとしても、加圧されていないコックピットの内部にいると生理学的な症状が発生することになる。これが低酸素症であり、酸素の分圧が十分ではないために錯乱を引き起こし、やがては意識を失うことになる。通常の空気には酸素が20.95 %含まれる。高度11,900 m (39,000 ft)においては、シールが貼られていないフェイスマスクを通じて純粋な酸素を呼吸したとしても、その酸素の分圧は標高が3,600 m (11,800 ft)の場所における通常の空気に含まれる酸素の分圧と同等にしかならない。すなわち、これより高い高度において人間が呼吸する酸素の分圧を生理学的に十分な状態に保つためには酸素はシールで密封されたフェイスマスクを通じて、加圧された上で供給されなければならないのである。そして、酸素マスクを着用した人物が加圧服または、胸の動きを制限するための耐圧服を着用していない限り、気圧の差によって肺が損傷を受ける可能性がある。
現代において18,000 m (59,000 ft)またはそれを上回る高度で飛行する軍用機、例えばアメリカ合衆国のF-22やF-35では、パイロットは「耐圧服」、すなわち非常に高い高度に対応した耐Gスーツを着用することと定められている。万が一コックピットの加圧が失われた場合は、酸素供給システムは陽圧モードに移行し、特別なシールで密封された酸素マスクに周囲の環境より分圧の高い酸素を供給できるようにする。これに比例して、耐圧服も同様に膨張することになる。耐圧服は、パイロットの胸部が外側に膨張するのを防止する。これにより、パイロットが安全な高度にまで降下できるまでの間、肺が気圧障害を起こすのを防ぐことができる。